# Диафрагма (контрацептивна)
Вижте пояснителната страница за други значения на Диафрагма.
Диафрагмата е разновидност на дамския презерватив за предпазване от нежелана бременност.

## Описание
Диафрагмата е изобретена като бариерен метод за предпазване от бременност (женска контрацепция) през 1838 година от немския учен Месинг.
Това е типично „женска вещ“. Има вид на чашка във формата на купол от латекс или гума. Представлява латексова чашка с пружинен механизъм по неговите краища, чиято функция е да задържи устройството в областта на шийката на матката във вагината.
Обикновено диафрагмите се произвеждат в различни размери. Преди закупуването и употребата ѝ е необходимо на всяка жена да се измери диагоналната дължина на вагиналния канал или да се посъветва за това с гинеколог.

## Начин на използване
Диафрагмата се поставят във влагалището непосредствено преди половия акт, като повърхността, която плътно приляга към шийката на матката, се намазва със спермицид. Тя закрива маточната шийка, и събира крема, който намалява и спира активността на сперматозоидите. Целта ѝ е като тази на презерватива – да възпрепятства попадането на сперматозоиди в матката. Тя не предпазва от полово предавани болести.
За правилното използване на диафрагмата трябва да се спазват редица условия, приемани като неудобства. Правилата са следните:
- За да се постави диафрагмата, първо трябва да се изпразни пикочния мехур.
- Преди да се ползва диафрагмата, трябва да се провери дали не е скъсана.
- Диафрагмата се поставя във влагалището не повече от 6 часа преди половия акт. Поставянето и е малко по-сложно, от поставянето на презерватива.
- При оставане повече от 6 часа или нов полов акт се добавя спермициден крем.
- В течение на 6 часа след половия акт диафрагмата не трябва да се маха, но не бива да се оставя и за повече от денонощие.